# Katedra w Lincoln
Kościół Katedralny Błogosławionej Dziewicy Marii (ang. The Cathedral Church of the Blessed Virgin Mary of Lincoln) – katedra kościoła anglikańskiego w Lincoln w Anglii. Poświęcona została w 1092 roku. W 1185 zniszczona przez trzęsienie ziemi i następnie odbudowana.
Od 1311 roku przez 238 lat katedra ta była najwyższą budowlą na świecie. Jej wysokość wynosiła 160 m. Przewyższała o 13,4 m dotychczasową najwyższą budowlę świata, jaką była Piramida Cheopsa, zbudowaną cztery tysiące lat wcześniej (zakładając datę powstania przyjętą przez egiptologów). Dla okresu po zawaleniu się iglicy środkowej wieży w 1549 roku, za najwyższą budowlę uważa się, zależnie od źródła, kościół św. Olafa w Tallinnie lub kościół Mariacki w Stralsundzie.

## Historia
Tuż po utworzeniu w Lincoln biskupstwa w 1072 r. przystąpiono do wznoszenia pierwszej świątyni. Budowa trwała 20 lat, a konsekracja świątyni odbyła się 9 maja 1092 roku. 50 lat później wskutek pożaru zniszczeniu uległ drewniany strop. Odbudowana katedra w 1195 r. została ponownie uszkodzona w wyniku silnego trzęsienia ziemi odczuwanego w całej środkowej Anglii. Z inicjatywy nowego biskupa w krótkim czasie naprawiono szkody i rozbudowano sanktuarium. W 1549 r. środkowa wieża kościoła z iglicą została zniszczona podczas silnej burzy. Od okresu reformacji budynek należał do Kościoła anglikańskiego. W czasie II wojny światowej w Lincoln stacjonowały brytyjskie siły powietrzne. Budowla była dobrym punktem orientacyjnym dla lotników. W murach świątyni można odnaleźć ołtarze poświęcone pilotom RAF-u.

## Architektura
Katedra ma charakterystyczny dla gotyku angielskiego układ, w którym długi korpus główny przecinają dwa transepty, z centralnie umieszczoną czworoboczną wieżą. Zachodnia fasada jest szeroka, a w jej centrum widnieją romańskie portale otoczone rzędami gotyckich ślepych arkad. Całość łączą dwie bliźniacze, czworoboczne wieże.

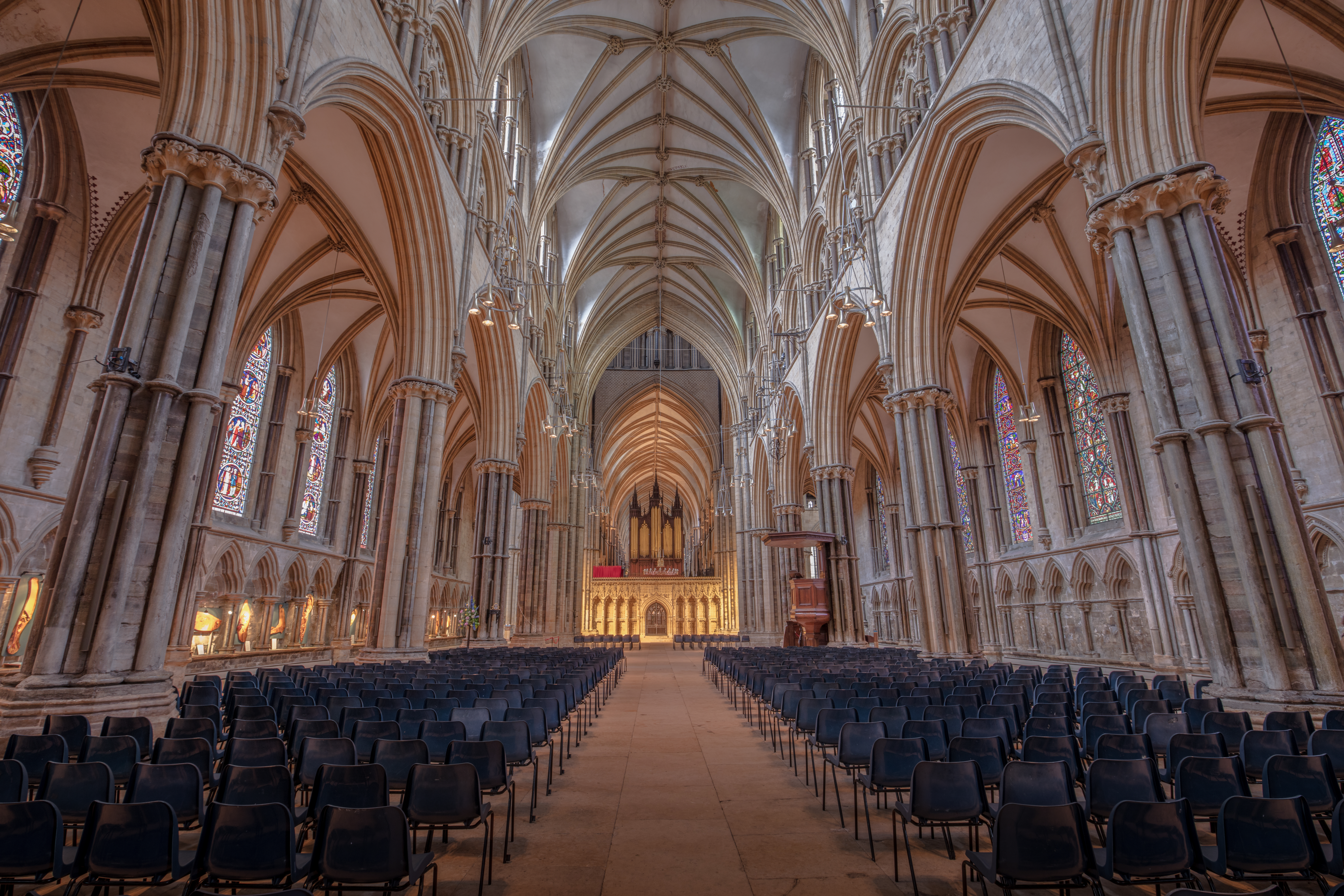
Wnętrze

Niektóre elementy filarów oraz kolumny w arkadach empor i oknach nawy głównej wykonano z ciemnego marmuru. Główną oś wnętrza zaznacza, umieszczone w sklepieniu, długie żebro szczytowe z odchodzącymi od niego wachlarzami bocznych łuków. W ramionach zachodniego transeptu znajdują się witrażowe rozety o misternych maswerkach. Dalej na wschód znajduje się chór, mieszczący stale z wyraźnie większym tronem biskupim. Chór jest otoczony przegrodą dekorowaną ślepymi arkadami. W tej części sanktuarium sklepienie ma niespotykany gdzie indziej układ przesuniętych żeber, nazywany szalonym sklepieniem. Za prezbiterium znajduje się kaplica z grobowcami i witrażami w oknach.

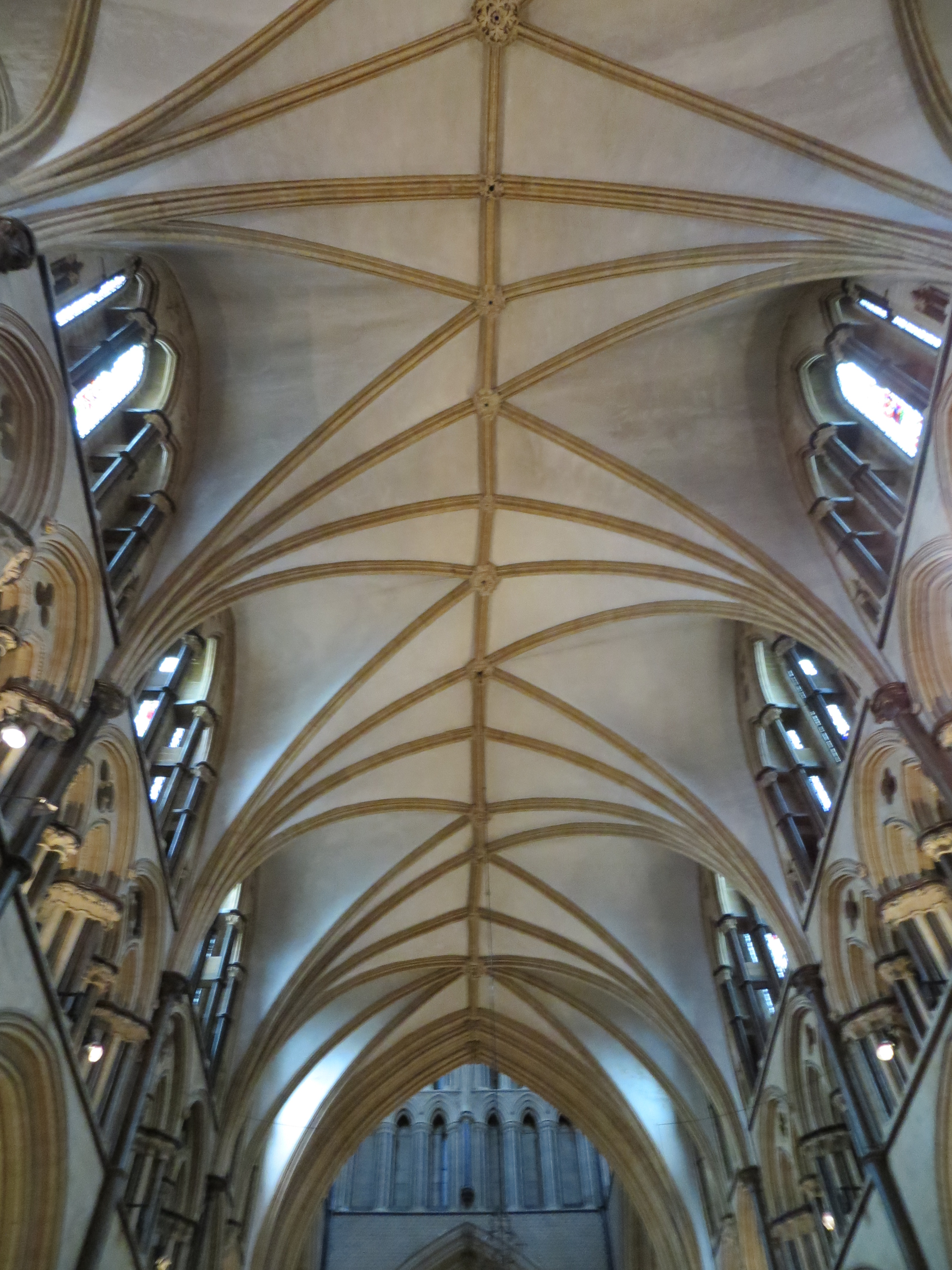
Szalone sklepienie katedry w Lincoln

Przy katedrze funkcjonuje biblioteka, zawierająca manuskrypty i książki powstałe tuż po wynalezieniu druku przez Gutenberga. W jej wnętrzu zachowały się zabytkowe meble, w tym średniowieczne ławy biblioteczne.   